# Delicious (album)
Delicious è il secondo album in studio di Jeanette Biedermann pubblicato nel 2001 a nome Jeanette da Polydor Records in formato CD e musicassetta.

## Tracce
1. How It's Got to Be  (Jeanette Biedermann, Wonderbra) - 3:13
2. May Day  (Wonderbra, Mitch Kelly, Frank Johnes, Martin Martinsson) - 3:34
3. You Call Me On the Phone  (Wonderbra, Johnes, Martonsson)  - 3:52
4. Happiness  (Wonderbra, Johnes, Martinsson)  - 3:31
5. Call Me Jeany (Wonderbra, Johnes, Tom Remm, Martinsson) - 3:17
6. Stop  (Wonderbra, Johnes, Martinsson)  - 3:15
7. As Long As We're Young  (Mathias Löffler)  - 3:30
8. No Love  (Wonderbra, Johnes, Martionsson)  - 3:16
9. My Guy  (Wonderbra, Johnes, Remm, Martinsson)  - 2:34
10. Can't Wait  (Wonderbra, Johnes, Martinsson)  - 3:06
11. Deep In My Heart  (Wonderbra)  - 4:22
12. No Style  (Wonderbra)  - 3:20
13. Tak'n Your Heart  (Wonderbra, Johnes, Martinsson)  - 3:31
14. More Than a Feeling  (Bob Parr, Alexander Seidl)  - 3:51
15. Amazing Grace (a capella version)  (John Newton, Wonderbra)  - 2:38